# Żmijewo-Szawły
Żmijewo-Szawły – przysiółek kolonii Żmijewo-Trojany w Polsce, położony w województwie mazowieckim, w powiecie mławskim, w gminie Stupsk.
W latach 1975–1998 przysiółek administracyjnie należał do województwa ciechanowskiego.